# ЛИТИС
ЛИТИС — литературно-публицистический альманах и портал, созданные усилиями студентов и выпускников Литературного института имени А. М. Горького для поддержки начинающих авторов. Название ЛИТИС составлено из начал двух слов — литература и искусство. Концепция альманаха и портала построена по принципу текст — критика. Любой желающий может прислать свою работу, и, если она соответствует правилам публикации, будет одобрена редактором, пройдёт корректорскую правку, она появится в одной из рубрик ЛИТИСа, и пославший получит компетентный отзыв. По словам руководителя проекта Яна Мищенко —

«для редакции важно дать возможность опубликоваться тем, кто не может этого сделать никаким другим способом».

## Портал
Идея литературного портала ЛИТИС зародилась в «Сообществе студентов литературного институтана». Сообщество создал Кирилл Яблочкин, один из участников творческого семинара Михаила Петровича Лобанова, профессора кафедры литературного мастерства Литературного института им. А. М. Горького. В результате открытого голосования портал получил одноимённое название — ЛИТИС. В работе портала приняли участие студенты и выпускники Литературного института им. А. М. Горького различных курсов и семинаров (прозы, поэзии, драматургии, критики). Работает портал с февраля 2010 года. На его страницах размещены стихи, рассказы, пьесы, рецензии, отклики на знаменательные события текущего дня. Посетители сайта могут участвовать в обсуждении работ авторов. В состав творческой группы ЛИТИС входят: Ян В. Мищенко, Александр Н. Кестер, Сергей И. Шулаков.

## Альманах
Печатный альманах ЛИТИС создаётся по итогам обсуждения работ опубликованных на портале. Первый выпуск альманаха рассчитан на молодежь — за произведением тут же следует его анализ, написанный тоже молодым автором. В первом выпуске альманаха пять разделов: «Грани» — проза, «Этюды» — малая проза, драматический «До и после антракта», «Эхо» — рубрика посвященная Великой Отечественной войне, и «Сезам» — тексты с элементами сюрреализма. Публикация в альманахе бесплатна, он издаётся за личный счет редколлегии, без спонсорской помощи.
Авторы ЛИТИСа объединены устремленностью, расположенностью к реальности, но не в низком, бытовом понимании, — как пресечения лишь внешних событий, а реальности многоплановой, вместившей в себя не только материальное, осязаемое, видимое глазу, но и духовное. Не только настоящее, но и мощное прошлое, и предчувствия будущего. Создатели ЛИТИСа заявляют, что категорически не принимаются —

фэнтези, любовные романы, детективы и блокбастеры, написанные по издательским клише и зацикленные на полном игнорировании реальности; тексты, в которых использована неоправданная художественными принципами ненормативная лексика, описание жестокости, порнографические сцены; тексты, поэтизирующие порок; тексты, пропагандирующие межнациональную, политическую и религиозную рознь, самоубийство, оскорбляющие человеческое достоинство; тексты, художественный уровень которых не выше школьного сочинения и не может претендовать на серьёзный разбор.

## Презентация
Презентация первого номера ЛИТИСа состоялась 3 декабря 2010 года в библиотеке искусств им. А. П. Боголюбова. В литературном вечере, посвященном выходу альманаха, принимали участие прозаики, поэты, драматурги, авторы и читатели ЛИТИСа, музыканты и художники. Наиболее широко в альманахе и на вечере была представлена проза. Кирилл Яблочкин, Екатерина Злобина, Александр Кестер, Ирина Митрофанова и Анастасия Чернова поведали о творческих исканиях молодых писателей, произведения которых вошли в сборник. А также о зарождении самой идеи литературного портала и его печатного издания.

## Мероприятия
За время работы портала его участники провели несколько литературно-музыкальных вечеров, посвященных Великой Отечественной войне и творчеству молодых авторов.
16 апреля 2011 года в галерее А3 состоялся «Поэтический субботник» — встреча двух литературных альманахов ЛИТИСа и ЛитЭры.
ЛИТИС входит в число организаторов Литературной гостиной в Центральная универсальная научная библиотека имени Н. А. Некрасова и поэтического блиц конкурса «Ностальгия по настоящему», прошедших в рамках ежегодной всероссийской социально-культурной акции Библионочь-2012.

## Отзывы
- Приметы времени — Книжное обозрение № 2(2300) 24.01-06.02.2011
- Счастливого полёта и плавания — Литературная Россия № 04 от 28.01.2011
- Тоска по хорошему вкусу — Независимая газета EX LIBRIS 28.04.2011